# Héctor Clavijo
Héctor Mario Clavijo Canales (Paysandú, Uruguay, 27 de julio de 1932 - Punta del Este, Maldonado, Uruguay, 26 de diciembre de 2020), fue un magistrado uruguayo, quien se desempeñó como miembro del Tribunal de lo Contencioso Administrativo entre 1984 y 1985.

## Primeros años
Nació en Paysandú el 27 de julio de 1932,hijo de Héctor Manuel Clavijo y de María Josefina Canales.
Cursó estudios en la Facultad de Derecho de la Universidad de la República, donde obtuvo el título de abogado en 1958.

## Juez Letrado en el interior
En marzo de 1965 inició su carrera judicial al ser designado Juez Letrado de Segundo Turno de Paysandú, su departamento natal,sede en la que permaneció durante nueve años.
En 1974 fue trasladado al Juzgado Letrado de Maldonado de Primer Turno.

## Juez Letrado en la capital
En 1977 ascendió a cumplir funciones en Montevideo como Juez Letrado en lo Contencioso Administrativo de Segundo Turno.

## Tribunal de Apelaciones
En noviembre de 1977 recibió un nuevo ascenso al ser nombrado ministro del Tribunal de Apelaciones en lo Civil de Tercer Turno.
Integró dicho tribunal por espacio de seis años y medio.

## Tribunal de lo Contencioso Administrativo
El 29 de marzo de 1984 fue elegido por el Consejo de la Nación, a propuesta del Poder Ejecutivo, como miembro del Tribunal de lo Contencioso Administrativo, para cubrir la vacante generada por el retiro de César Canessa.
El 10 de noviembre de 1981 se había dictado el Decreto Constitucional-Acto Institucional número 12, derogando el número 8 dictado en 1977 y restableciendo la autonomía del TCA como organismo respecto del Ministerio de Justicia.
Al finalizar la dictadura cívico militar instaurada en 1973, la Asamblea General democráticamente electa que asumió funciones el 15 de febrero de 1985 resolvió, en sesión celebrada en la noche del 6 al 7 de mayo, declarar vacantes la totalidad de los cargos de la Suprema Corte de Justicia y del Tribunal de lo Contencioso Administrativo, por entender que los integrantes que permanecían en ella (en el caso del TCA, Clavijo, Carlos Maestro Toletti, Francisco D'Angelo, Orlando Olmedo y José Julio Folle) carecían de investidura legítima por haber sido designados durante el período dictatorial, y entendió que el plazo de 90 días con que contaba para llenar dichas vacantes corría a partir de la instalación del Parlamento.Los integrantes del TCA acataron la decisión y presentaron su renuncia.
Al borde de finalizar el plazo constitucional, el 15 de mayo de 1985, la Asamblea General eligió a los nuevos integrantes del Tribunal, José Roberto Figueroa Martínez, Luis Alberto Galagorri, Luis Torello, Manuel Díaz Romeu y Folle, siendo este el único reelecto y que continuó en su cargo de los actuantes en el período anterior.

## Actividades posteriores. Fallecimiento
Con posterioridad a su retiro de la magistratura, se desempeñó como abogado y asesor del Ministerio de Defensa Nacional.
Héctor Clavijo falleció en Punta del Este el 26 de diciembre de 2020, a los 88 años de edad, aquejado de COVID-19.